# Оттенфельд, Рудольф Отто фон
Рудольф Отто фон Оттенфельд (нем. Rudolf Otto Ritter von Ottenfeld; 21 июля 1856, Верона — 26 июля 1913, Прага, Австро-Венгрия) — австрийский художник исторического жанра, баталист, ориенталист, педагог, профессор Венской академии изящных искусств, академик.

## Биография
Сын майора чешской армии Рудольфа Оттенфельда, павшего в 1866 году в Битве при Садове в ходе австро-прусской войны.
Окончил реальное училище. Профессиональное художественное образования получил в 1874—1881 годах в венской Академии изобразительных искусств у Карла Вюнцингера, Леопольда Карла Мюллера и Йозефа Матиаса Тренквальда.
В 1883—1893 годах жил и работал в Мюнхене, после чего до 1900 года — в Вене. В 1880-х годах в поисках сюжетов посетил южную Далмацию, Черногорию, Боснию и Герцеговину, а также Константинополь, Малую Азию и Кавказ.
Затем поселился в Праге и работал профессором Пражской академии изобразительных искусств, со временем стал и её академиком. Среди многих его учеников Карел Вик.

## Творчество

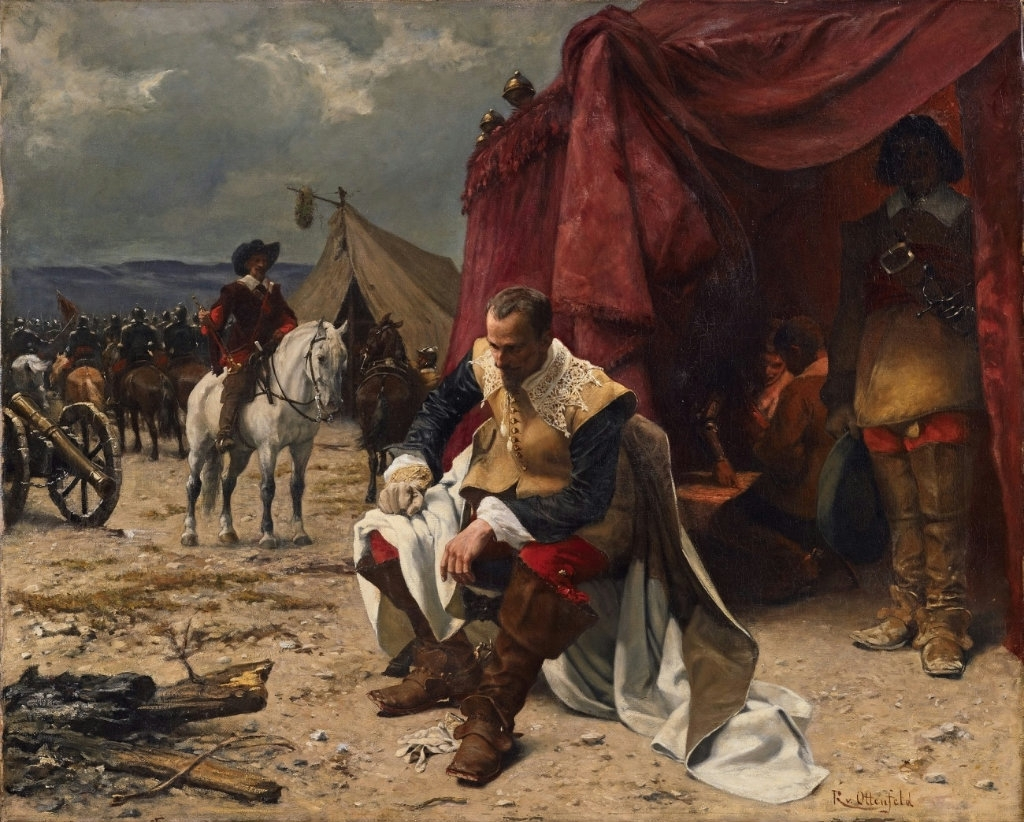
В лагере Альбрехта фон Валленштейна

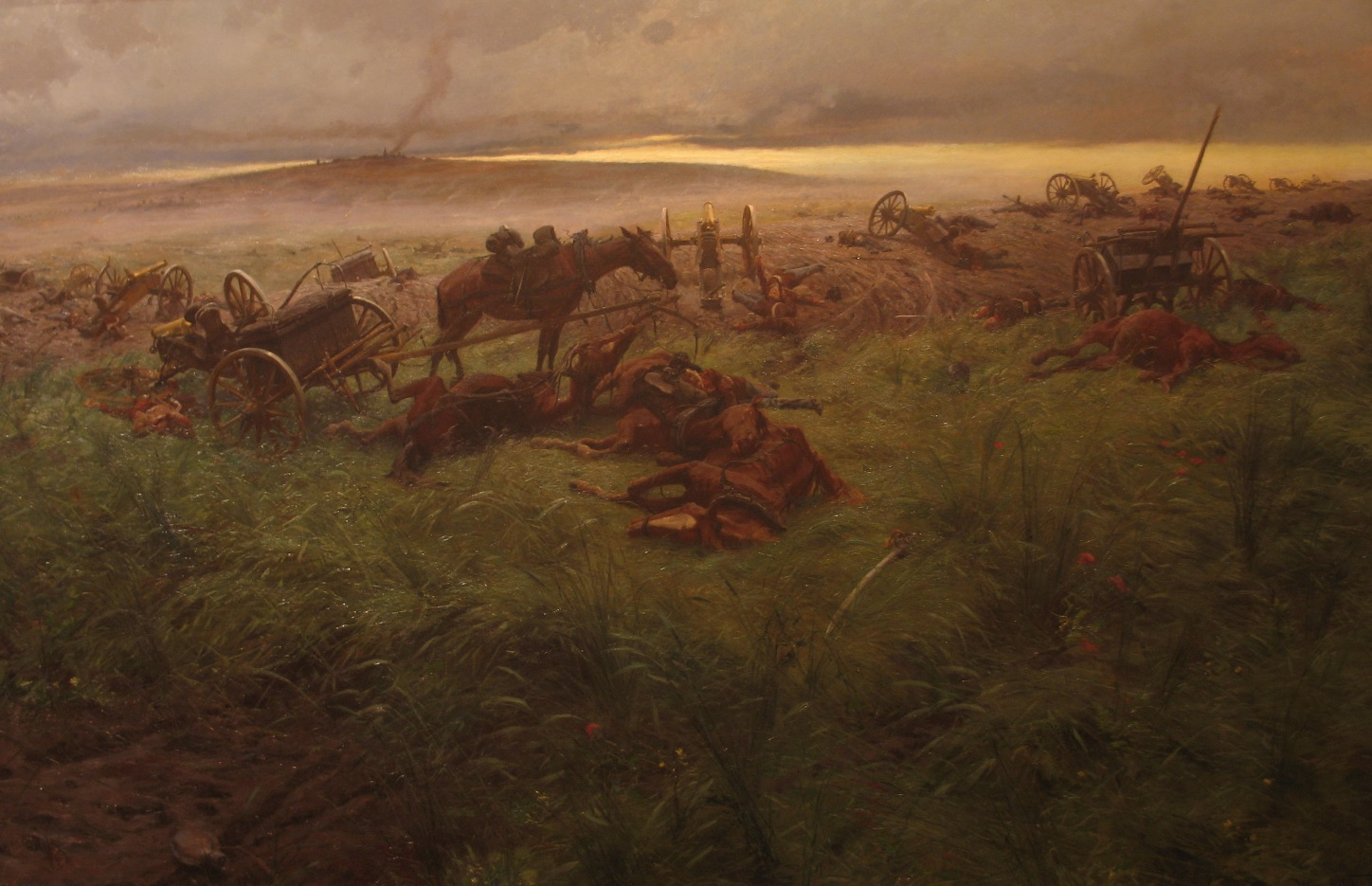
«Славная австрийская артиллерия в 1866 г.» (1897)

Автор исторических и батальных картин, жанровых военных и восточных сцен. Интересовался историей военной униформы, которой посвящены несколько его исторических полотен. Наиболее ценным для историков-униформологов является ряд работ фон Оттенфельда по исследованию обмундирования австрийской армии до 1867 года, то есть до преобразования Австрийской монархии в Австро-Венгрию. Все они выполнены маслом на картоне и ныне хранятся в венском Военно-историческом музее.
Впервые выставлялся с 1886 года, регулярно принимал участие в выставках в Вене.
Одним из наиболее известных произведений фон Оттенфельда является картина «Славная австрийская артиллерия в 1866 г.» (1897), посвящённая разгрому австрийской армии под Кёнигграцем 3 июля 1866 г. в ходе Австро-прусской войны. Теперь картина выставлена в экспозиции венского Военно-исторического музея.
Награждён несколькими государственными медалями на выставках в Праге, Вене, Антверпене.
За своё творчество в 1894 году был удостоен австрийской государственной «Золотой медали за достижения в области искусств». В 1896 году получил малую золотую медаль на Международной художественной выставке в Берлине.

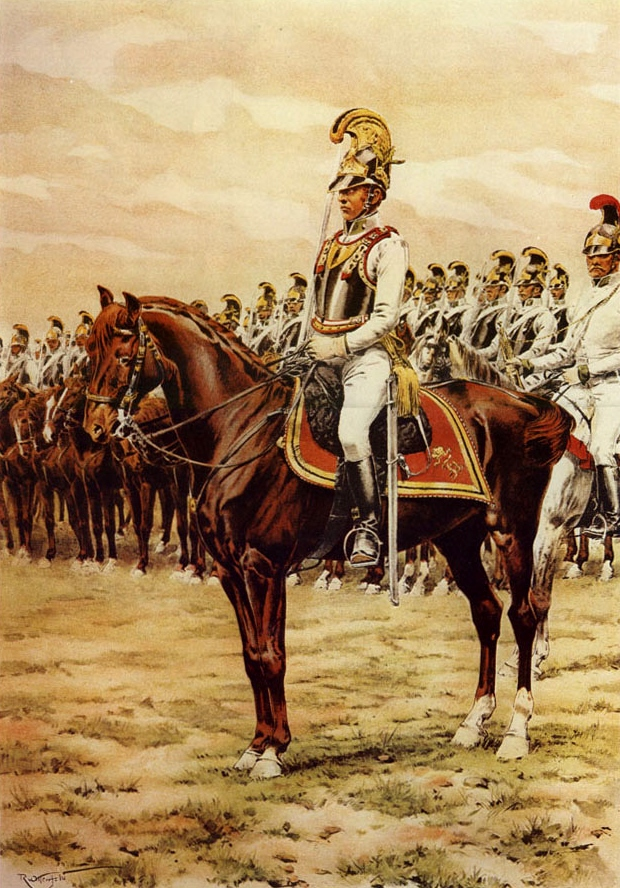
Австрийские гусары 1812 г.
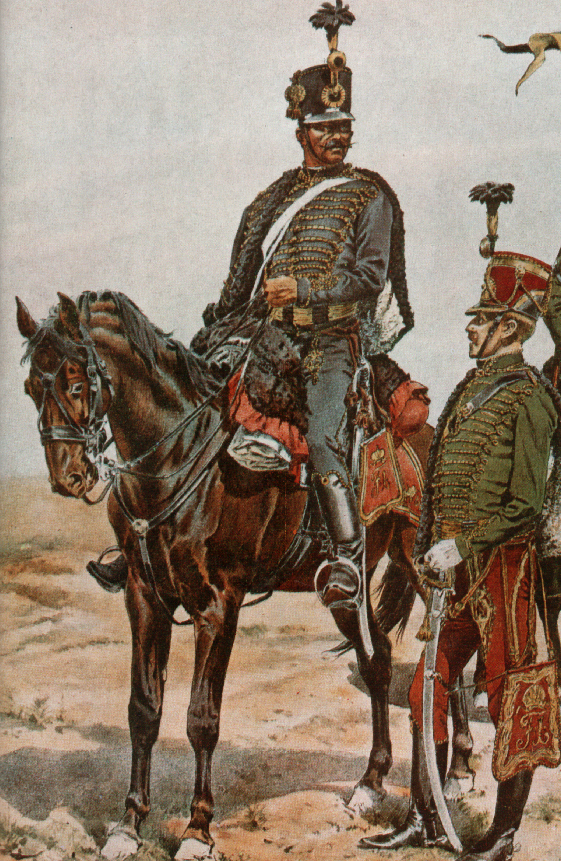
Гусары 1848 г.
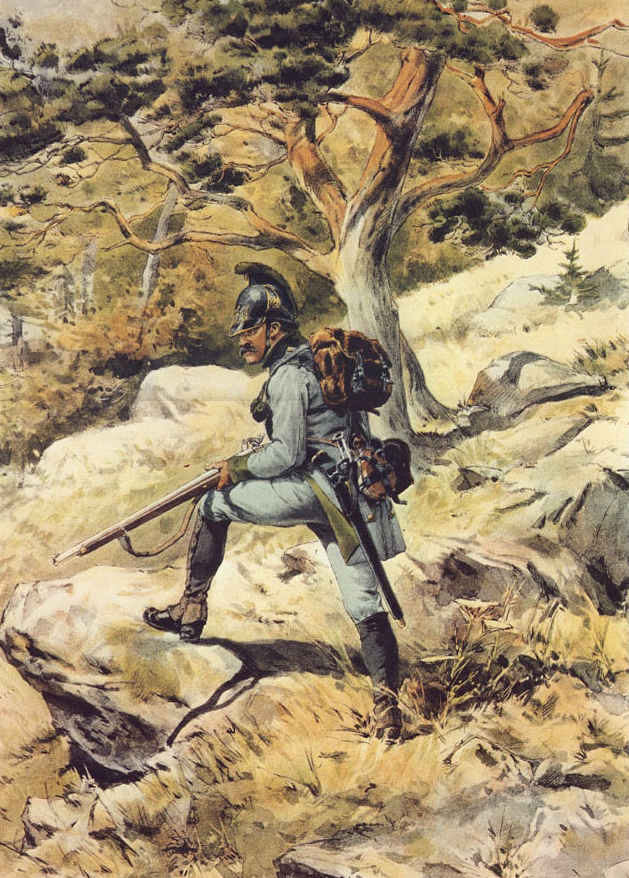
Егерь 1798-1805 гг.
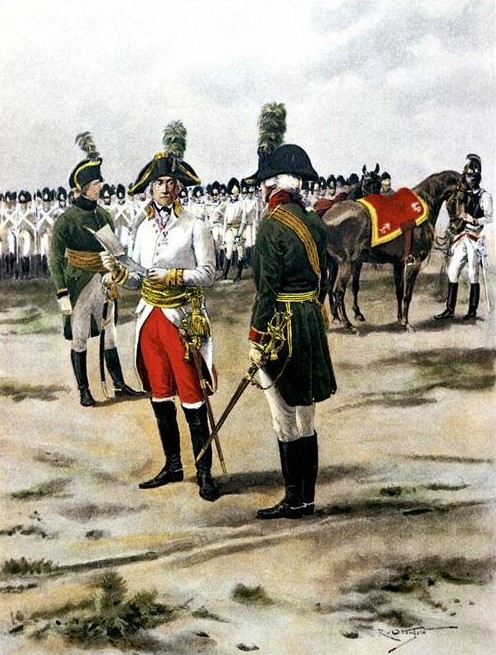
Генерал и адъютант австрийской армии 1805 г.
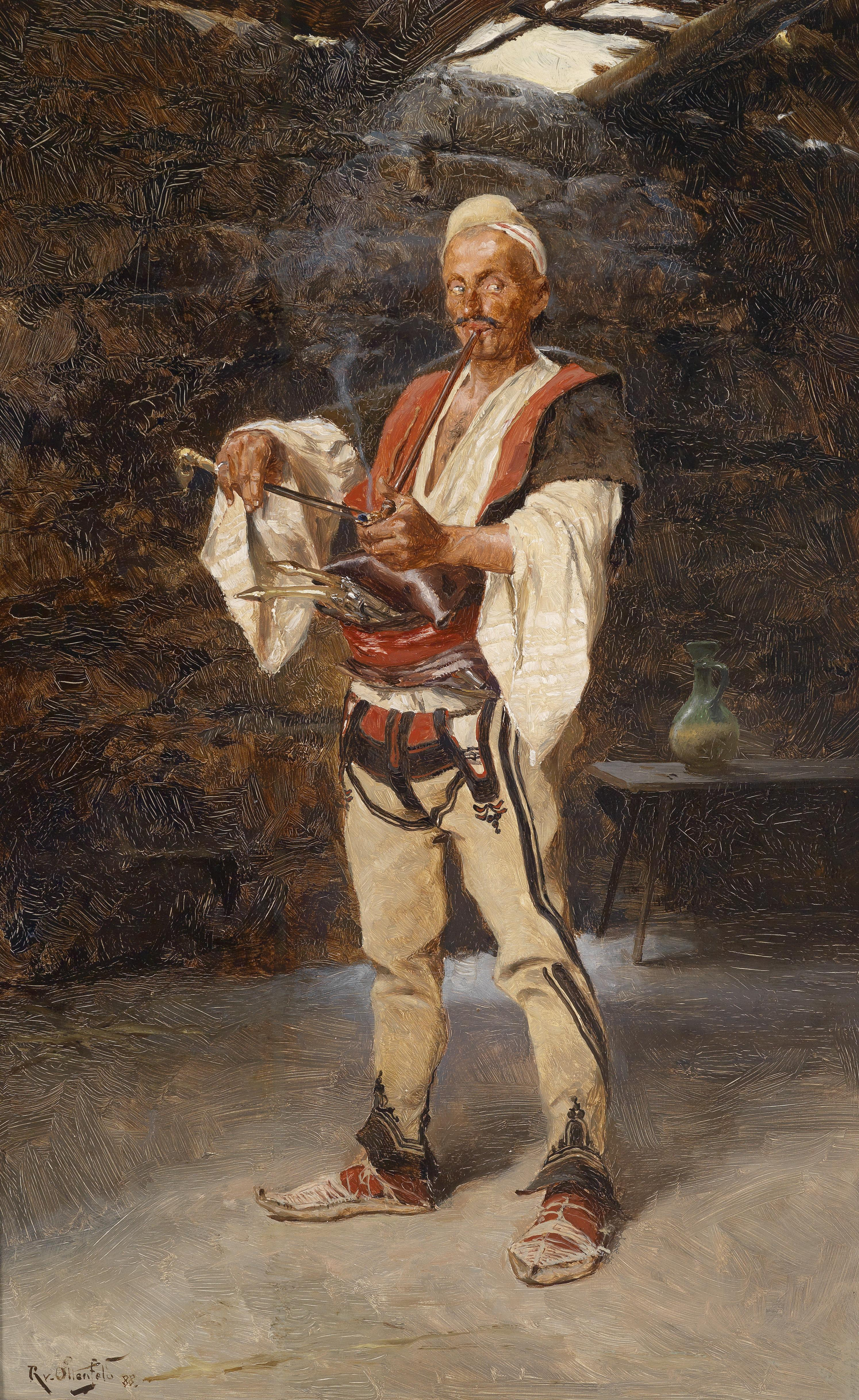
Черногорец 1888 г.
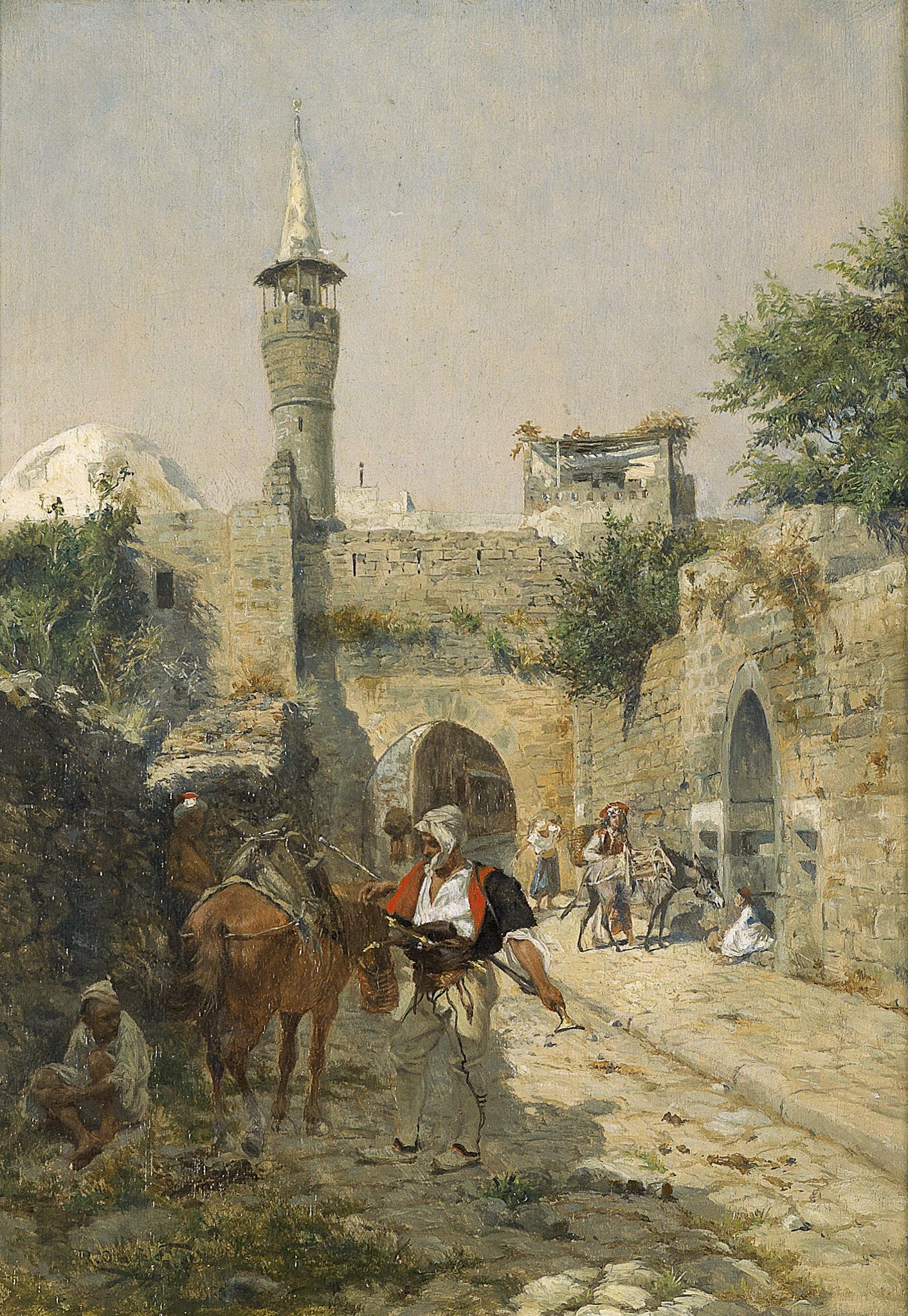
Уличная сцена в Иерусалиме